# Quisquicia insignis
Quisquicia insignis är en mångfotingart som först beskrevs av Chamberlin 1918.  Quisquicia insignis ingår i släktet Quisquicia och familjen Chelodesmidae. Inga underarter finns listade i Catalogue of Life.